# Долина Йосеміті

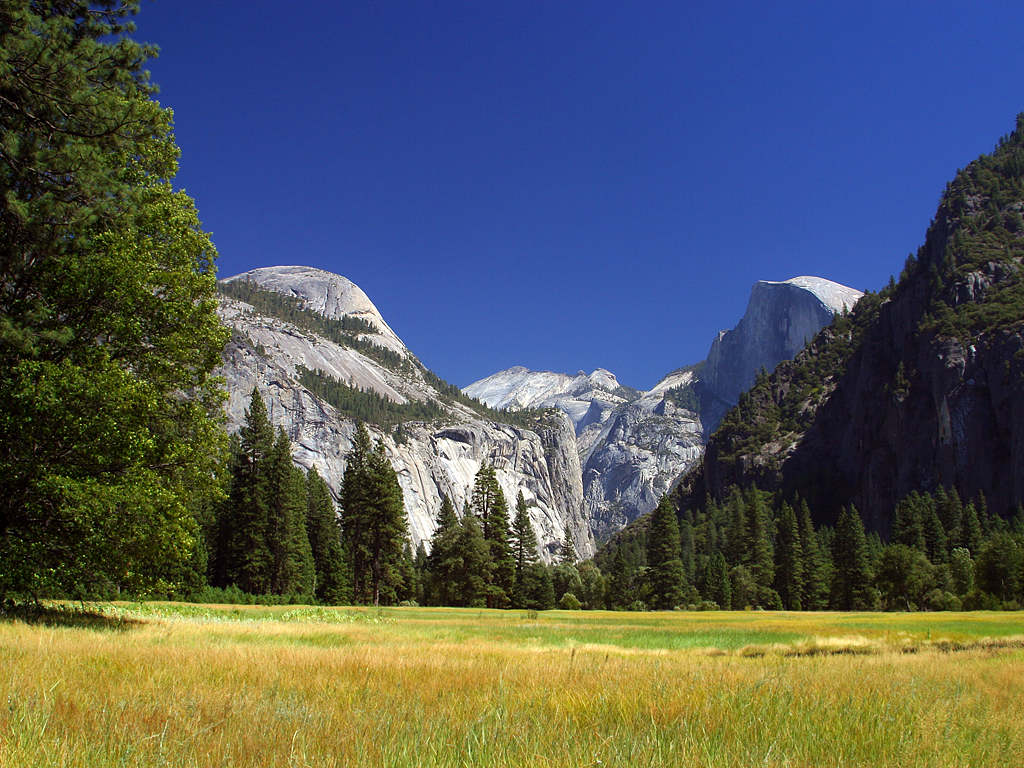
Долина Йосеміті з горою Хаф Доум на відстані.

Долина Йосеміті (англ. Yosemite Valley) — долина в горах Сьєрра-Невада у Каліфорнії. Долина є центром одного з найперших і найвідоміших національних парків — Йосеміті. Більш ніж 100 мільйонів чоловік відвідало цю долину з часу відкриття парку.